# Loznica (Bulgaria)
Loznica (in bulgaro Лозница?) è un comune bulgaro situato nella Regione di Razgrad di 13 628 abitanti (dati 2009). La sede comunale è nella località omonima

## Località
Il comune è formato dall'insieme delle seguenti località:
- Beli Lom
- Čudomir
- Gorocvet
- Gradina
- Kamenar
- Krojač
- Lovsko
- Loznica (sede comunale)
- Manastirsko
- Manastirci
- Sejdol
- Sinja voda
- Studenec
- Trăbač
- Trapište
- Veselina